# Opabinidae
Os opabinídeos (Opabinidae) foram uma família de organismos do Folhelho Burgess que incluem a Opabinia. Alguns postulam que os opabinídeos possuem estreitas relações com os membros da família Anomalocaridae. Ao gênero Myoscolex é atribuído certo grau de parentesco com a opabínia, tornando-o assim um membro da família Opabinidae. O gênero Leanchoilia foi inicialmente atribuído a família Opabinidae por Walcott (1912); atualmente este gênero recebeu sua própria família.